# Frente Unido de la Revolución
El Frente Unido de la Revolución (FUR) fue un partido político de Guatemala de las décadas de principos de los años 70 y principios de los 90.

## Historia

### Antecedentes
El partido participó en varias elecciones en sus inicios, entre ellas las Elecciones a Asamblea Nacional Constituyente de 1984 como Frente Unido Revolucionario sin obtener ningún escaño a la Asamblea Nacional Constituyente.

#### En 1990
Ya en las elecciones de 1990, el partido ahora llamado Frente Unido de la Revolución postuló a Leonel Hernández Cardona como su candidato presidencial, que quedó en el penúltimo lugar con 7,950 votos obteniendo 0.51 %, no obtuvo ningún diputado al congreso, ni tampoco alcaldías ni diputados al Parlacen.

##### Cancelación
El partido fue cancelado el 30 de enero de 1991 tras 6 años de vida electoral.

## Candidatos a la presidencia de Guatemala
| Año electoral | Candidato presidencial   | Votos | Porcentaje  |
| ------------- | ------------------------ | ----- | ----------- |
| 1990          | Leonel Hernández Cardona | 7,950 | 0.51% (11°) |